# Choi Jeong Hwa
Pour les articles homonymes, voir Hwa.
Choi Jeong Hwa (coréen : 최정화), né en 1961 à Séoul, est un artiste et designer sud-coréen dont l'œuvre inclut des aspects d'arts visuels, de graphisme, de design industriel et d'architecture. Son inspiration provient de la culture populaire et de la vie quotidienne. Des sculptures monumentales extérieures, faites de divers matérieux comme des ballons, des câbles, des objets de consommation courante et des objets et matérieux recyclés sont la marque du répertoire enjoué de Choi.

## Œuvres
Son Lotus blanc, une fleur de deux mètres de haut faite de polystyrène gonflable a été présentée à la Biennale de Venise en 2005.
Flower Tree, un bouquet de fleurs géantes, est installé Place Antonin-Poncet, à Lyon.